# Hotel am Markt

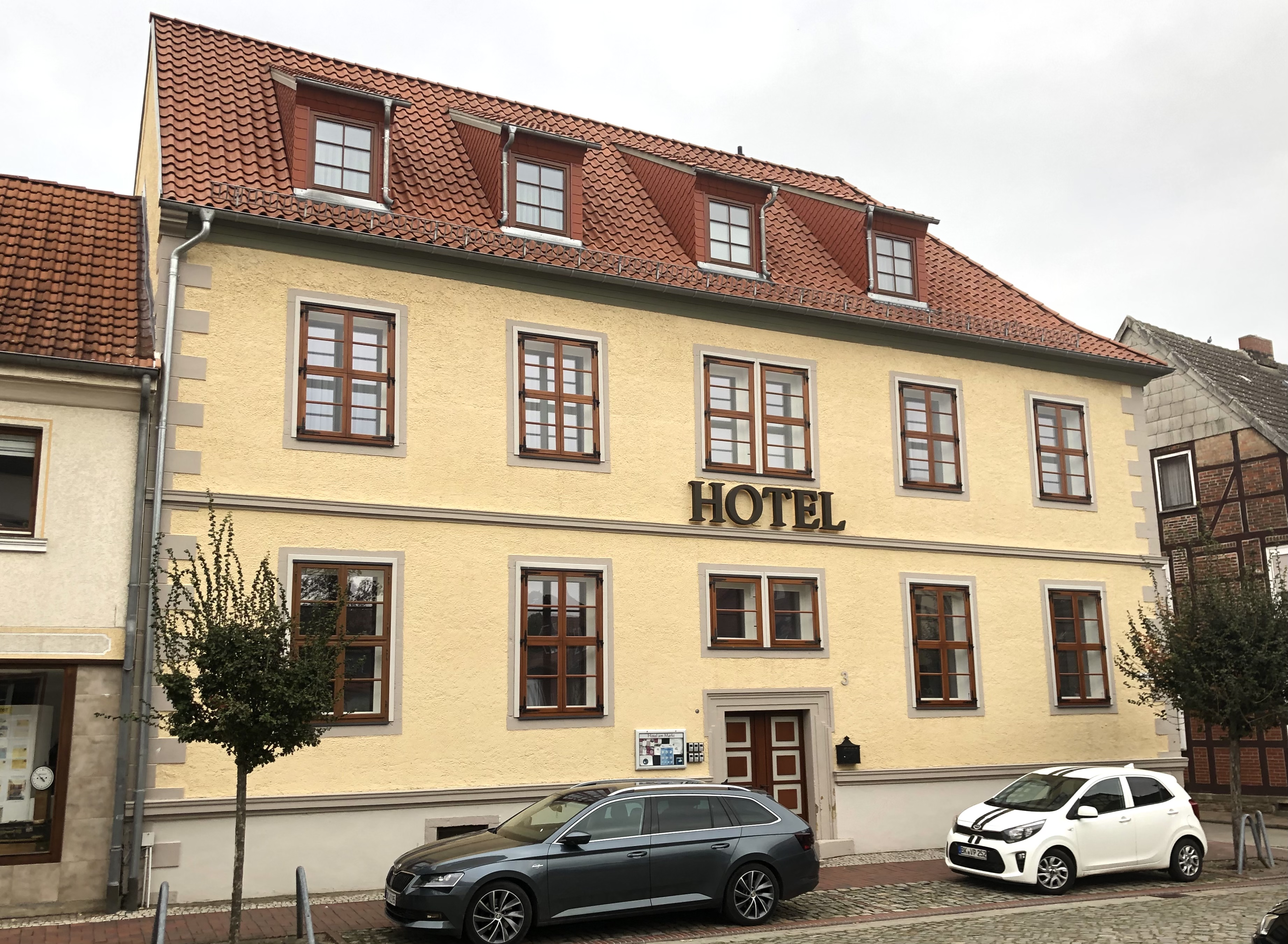
Hotel am Markt im Jahr 2021

Das Hotel am Markt ist ein denkmalgeschütztes Hotel in Oebisfelde-Weferlingen in Sachsen-Anhalt.

## Lage
Das Hotel befindet sich im Zentrum des Ortsteils Oebisfelde in einer markanten Ecklage an der nordöstlichen Ecke des Marktplatzes an der Adresse Marktplatz 3, schräg gegenüber dem Rathaus Oebisfelde. Direkt östlich des Hotels münden die Burg- und die Marktstraße auf den Marktplatz ein. Das Anwesen gehört zum Denkmalbereich der Altstadt Oebisfelde. In der Vergangenheit gehörte es außerdem zum Denkmalbereich Marktplatz 1-3.

## Architektur und Geschichte
Das zweigeschossige verputzte Gebäude entstand in der Zeit des Barocks um 1739. Abweichend von der umgebenden für Oebisfelde typischen Fachwerkbebauung ist das Haus in massiver Bauweise errichtet. Die Fassadengliederung erfolgt schlicht durch Gesimse. Mittig zum Markt hin ist das mit einem Ohrenprofil versehene Portal angeordnet. Die Gebäudekanten verfügen über eine Eckquaderung.
Das Gebäude wurde als Wohnhaus genutzt und 2018 zum Hotel umgebaut. Im Haus befinden sich 16 Hotelzimmer als Einzel- und Doppelzimmer mit insgesamt 30 Betten. Außerdem besteht ein Veranstaltungsraum für bis zu 25 Personen.
Im örtlichen Denkmalverzeichnis ist das Gebäude als Wohnhaus unter der Erfassungsnummer 094 82997 als Baudenkmal verzeichnet.